# Polyalthia flava
Polyalthia flava este o specie de plante din genul Polyalthia, familia Annonaceae, descrisă de Elmer Drew Merrill. Conform Catalogue of Life specia Polyalthia flava nu are subspecii cunoscute.